# Ника (футбольный клуб, Красный Сулин)
«Ника» — российский футбольный клуб из города Красный Сулин. Основан в 1908 году. Команда неоднократно становилась победителем первенства Ростовской области. Обладатель Кубка газеты «Молот», Кубка Северного Кавказа, Кубка РСФСР, полуфиналист Кубка СССР для производственных коллективов. В первенствах СССР участвовал в 1949—1951, 1968—1970 и 1990—1991 годах; в первенствах России — с 1992 по 2001 год и в 2007—2008 годах. Лучшее достижение в первенстве СССР — 11-е место в 3-й зоне класса «Б» (РСФСР) в 1969 году; в первенстве России — 11-е место в зоне «Юг» Второго дивизиона в 2008 году; в кубке России — розыгрыш 1997/98 годов, когда команда вышла в 1/16 финала, где встречалась с московским «Спартаком».

## История
Изначально команда называлась «Сталь». В послевоенные годы (половина 1945 года, 1946 год) — период безвременья в футбольной жизни города, многочисленных реорганизаций. Лучшие футбольные силы собирались то под одним, то под другим флагом. Одно время команда существовала на базе Красносулинского рудоуправления и называлась «Шахтёр», чуть позже — на базе артели имени III Интернационала и тогда её название было «Пищевик». В 1948 году возродилась «Сталь». Команду составили лучшие игроки города. Своё возрождение команда ознаменовала уверенной победой в чемпионате области. В 1949 году команда переименована в «Металлург» и вновь стала чемпионом области. По окончании сезона-2001 она прекратила существование. Возродилась в 2002 году на базе СДЮШОР «Ника» под нынешним названием и принимала участие в областных соревнованиях (в высшей лиге в 2002—2004 и в 2006 годах, в 2005 году в зоне «Север» Первой лиги). В 2005 году было принято решение о выходе на профессиональный уровень, а в 2007 году клуб заявлен в зону «Юг» ЛФЛ.
В 1997 году в 1/16 финала Кубка России клуб проиграл московскому «Спартаку» 0:2..
В 2007 году «Ника» стала победителем зоны «Юг» ЛФЛ и вышла во второй дивизион. В 2008 году домашние матчи проводила в Таганроге, поскольку стадион в Красном Сулине не был принят комиссией. С 2009 года команда начала выступать в высшей лиге Ростовской области под названием «Сулин». Перед началом сезона 2016 клуб вновь столкнулся с финансовыми проблемами и стал выступать на лигу ниже. С 2016 года команда играет в первой лиге Ростовской области, зона «Север» (с 2017 года под названием «Ника»).

### Результаты на уровне команд мастеров
| Сезон | Название  | Лига/дивизион     | Лига/дивизион                            | Уровень | Место    | Кубок                      |
| ----- | --------- | ----------------- | ---------------------------------------- | ------- | -------- | -------------------------- |
| 1968  | Металлург | Первенство СССР   | Класс «Б» РСФСР, 2-я зона                | 3       | 12 из 20 | В Кубке СССР не участвовал |
| 1969  | Металлург | Первенство СССР   | Класс «Б» РСФСР, 3-я зона                | 3       | 11 из 18 | В Кубке СССР не участвовал |
| 1970  | Металлург | Первенство СССР   | Класс «Б» РСФСР, 2-я зона, 1-я подгруппа | 4       | 12 из 18 | В Кубке СССР не участвовал |
|       | Металлург | Первенство СССР   |                                          | 4       |          | В Кубке СССР не участвовал |
| 1991  | Металлург | Первенство СССР   | Вторая низшая лига, 5-я зона             | 4       | 21 из 22 | В Кубке СССР не участвовал |
| 1992  | Металлург | Первенство России | Вторая лига, 2-я зона                    | 3       | 17 из 22 | 1/256                      |
| 1993  | Металлург | Первенство России | Вторая лига, 2-я зона                    | 3       | 13 из 16 | 1/64                       |
| 1994  | Металлург | Первенство России | Третья лига, 2-я зона                    | 4       | 15 из 17 | 1/256                      |
| 1995  | Металлург | Первенство России | Третья лига, 2-я зона                    | 4       | 9 из 16  | 1/32                       |
| 1996  | Металлург | Первенство России | Третья лига, 2-я зона                    | 4       | 11 из 17 | 1/16                       |
| 1997  | Металлург | Первенство России | Третья лига, 2-я зона                    | 4       | 8 из 16  | 1/256                      |
|       |           | Первенство России |                                          |         |          |                            |
| 2008  | Ника      | Первенство России | Второй дивизион, зона «Юг»               | 3       | 11 из 18 | 1/256                      |

## База ФК«Ника»
СДЮСШОР «Ника» подготовила для «Ростова» Александра Данцева, а для ростовского СКА — Виталия Тимофеева.
В городе есть стадион «Металлург», вмещающий 5000 зрителей, детская спортивная школа «Ника», со своими тренировочными полями, спортзалом, жильем для юных футболистов.
На 2017 год в СДЮСШОР «Ника» занималось около 200 футболистов, существовала женская команда по футболу.

## Тренеры
- Искандаров Андрей Родионович (1949)
- Лукьянченко Николай Иванович (1950)
- Федосов Иван Алексеевич (1961)
- Богателло Гавриил Георгиевич (1968—1969)
- Федосов Иван Алексеевич (1970)
- Тевосов Геннадий Михайлович (1991—1993)
- Канеев Адель Абдуллович (1994—1995)
- Щиров Виктор Николаевич (1995—1997)
- Сергеев Олег Вячеславович (2008)